# El jove Winston
El jove Winston (títol original en anglès: Young Winston) és una pel·lícula estatunidenco-britànica dirigida per Richard Attenborough, estrenada el 1972. Ha estat doblada al català.

## Argument
La pel·lícula explica la joventut del futur Primer Ministre britànic Winston Churchill.
La primera part de la pel·lícula mostra Churchill quan anava a l'escola, un període de la seva vida on va ser desgraciat; l'episodi s'acaba amb la mort del seu pare. La segona part evoca l'època en què era oficial de cavalleria a l'Índia i al Sudan, i la seva participació en la càrrega de cavalleria a Omdurman, després les seves experiències com a corresponsal de guerra en la Segona Guerra Bòer, i els episodis de la seva captura i de la seva evasió, finalment la seva elecció al Parlament als 26 anys.

## Repartiment
- Robert Shaw: Lord Randolph Churchill
- Anne Bancroft: Lady Jennie Churchill
- Simon Ward: Winston Churchill
- Jack Hawkins: Mr. Welldon
- Ian Holm: George E. Buckle
- Anthony Hopkins: David Lloyd George
- Patrick Magee: el general Bindon Blood
- Edward Woodward: el comandant Aylmer Haldane
- John Mills: el general Kitchener
- Peter Cellier: el comandant du 35th Sikhs
- Jane Seymour: Pamela Plowden
- Robert Flemyng: El Doctor Buzzard
- Richard Leech: Mr Moore

## Premis i nominacions[calcitació]

### Premis
- Globus d'Or a la millor pel·lícula estrangera
- BAFTA al millor vestuari per Anthony Mendleson

### Nominacions
- Oscar al millor guió original per Carl Foreman
- Oscar a la millor direcció artística per Donald M. Ashton,Geoffrey Drake, John Graysmark, William Hutchinson, Peter James
- Oscar al millor vestuari per Anthony Me ndleson
- BAFTA a la millor actriu per Anne Bancroft
- BAFTA al millor actor per Robert Shaw
- BAFTA a la millor direcció artística per Geoffrey Drake, Donald M. Ashton